# Хозниково (Ивановская область)
Хо́зниково — село в Лежневском районе Ивановской области, административный центр Хозниковского сельского поселения.

## География
Территория Хозниково занимает часть Волго-Клязьминского междуречья и располагается на моренной и водноледниковой равнине, в 15,2 км к юго-западу от железнодорожной станции Шуя (17 км по автодорогам). Районный центр Лежнево находится в 14 км к западу. В 2,2 км к западу от села протекает река Уводь.
Климат окрестностей — умеренно континентальный с теплым летом и умеренно холодной снежной зимой.
В состав села входят улицы Заречная, Лежневская, Молодёжная, Нагорная, Совхозная, Школьная и переулок Совхозный.

## История
Хозниково — древнее село, основанное около 1447 года на старинном тракте, ведущем из Владимира в Суздаль и далее в Шую и Юрьевец.
В XVII веке староверы вышли из Хозниково на выселки и основали свою деревню Выселиха.
В 1789 году был освящен кирпичный храм в честь Николая Чудотворца, построенный на месте деревянной церкви. В 1892 году уроженец села Хозниково Петр Кораблев с сыновьями построил фабрику, где вскоре появилась паровая машина и 100 механических станков. В 1896 для престарелых и инвалидов открылась богадельня. В 1905 году открылась Хозниковская школа.
В селе сохранилась заброшенная церковь Святителя и Чудотворца Николая (построена в 1789 г. на средства помещика Мельгунова и прихожан; в 1859 г. пристроен тёплый придел Богоматери "Всех Скорбящих Радость").
Хозниковский приход в конце 19 в. объединял около 2000 человек, живущих в окрестных деревнях. К хозниковской церкви относилась каменная часовня (построенная в 1887 г. крестьянином М. Сорокиным) и церковь Иоанна Предтечи при каменной богадельне (построена в 1869 г. купцами Шорыгинами). Церковь при богадельне и часовня уничтожены.
С Хозниковым связаны страницы биографии княгини Софьи Григорьевны Волконской (супруги министра императорского двора генерал-фельдмаршала Петра Михайловича Волконского), сестры опального декабриста Сергея Григорьевича Волконского, сосланного в Сибирь. Волконская владела значительными имениями в Суздальском, Шуйском и Ковровском уездах (в том числе Хозниковым и Воскресенским). Она провела в Хозникове зиму 1854-1855 годов и весну 1855-го.
С Хозникова началась история одной из успешнейших промышленных династий края - фабрикантов Шорыгиных. Биография Шорыгиных типична для местных промышленников - трудолюбивые выходцы из крепостных крестьян-старообрядцев княгини Волконской начали собственное дело с пары изб с примитивными станками, затем, по мере роста капитала, производство развивалось, вчерашние крестьяне переходили в купечество, дело становилось семейным с привлечением братьев, жён, детей, создавались товарищества, объединённые мануфактуры, строились новые фабрики, благоустраивались фабричные сёла. Династия Шорыгиных внесла существенный вклад в развитие текстильного производства в крае. От первой избы-светёлки в Хозникове усилиями нескольких поколений Шорыгиных возникло пять крупных текстильных предприятий - подмосковная Старогоркинская мануфактура, Горкинская мануфактура в Новых Горках (ООО "Новогоркинская мануфактура"), товарищество Шуйской мануфактуры (сейчас шуйская объединённая прядильноткацкая и ситценабивная фабрики), фабрика наследников И. А. Треумова в городе Коврове, фабрики товарищества А. Т. Шорыгина при селе Новинках (Савинский район, ООО "Архиповский текстиль). Кроме получения чистых дивидендов от производства, Шорыгины оставляли и иные следы в истории края - они занимались благотворительностью, развивали производство, строили дороги (в т.ч. и железные).

## Население
| 1859 | 1905 |
| ---- | ---- |
| 275  | 323  |

| 1859 | 1905 | 2010 |
| ---- | ---- | ---- |
| 275  | ↗323 | ↘295 |

## Инфраструктура
Село не газифицировано, население обеспечивается газом в баллонах для бытовых нужд. Есть общеобразовательная школа, библиотека, детский сад, Хозниковский психоневрологический интернат, почта, фельдшерско-акушерский пункт, магазин «Прибой».

## Промышленность
- Завод ООО «Стеклолента» — производство стеклоленты и х/б шнура.

## Транспорт
Хозниково соединено автобусными маршрутами с Шуей и Новыми Горками (3 раза в неделю), а также с Иваново (каждый день два раза в сутки).